# Resident Evil: The Umbrella Chronicles
Resident Evil: The Umbrella Chronicles (バイオハザード アンブレラ・クロニクルズ?, Baiohazādo: Anburera Kuronikuruzu) è un capitolo della famosa saga targata Capcom che riassume fatti e personaggi di Resident Evil 0, Resident Evil e Resident Evil 3: Nemesis in un unico titolo, oltre a mostrare gli eventi che hanno portato alla caduta dell'impero farmaceutico Umbrella Inc. attraverso un inedito scenario ambientato nell'anno 2003 in Russia.
Il gioco è disponibile anche per PlayStation 3 in alta definizione e compatibile con PlayStation Move.

## Trama
Le vicende del gioco (eccezion fatta per alcuni capitoli secondari) sono narrate da Albert Wesker, noto antagonista principale della saga per la prima volta reso giocabile che ricopre più il ruolo di un anti-eroe. Egli racconterà i fatti generati da Oswell E. Spencer che hanno portato al declino dell'Umbrella Corporation iniziando dai fatti avvenuti sulle montagne Arklay di Raccoon City.
Il gioco si divide in quattro scenari, ognuno dei quali divisi in tre capitoli principali ai quali si aggiunge un numero variabile di sottocapitoli con protagonisti personaggi secondari della trama. Mentre i livelli principali riprendono alcuni capitoli di giochi passati (apportando comunque numerose modifiche), gli eventi nei capitoli secondari sono inediti così come tutto il quarto scenario che non prende ispirazione da nessun gioco.

### Il deragliamento
Primo scenario del gioco ispirato a Resident Evil 0 con protagonisti Billy Coen e Rebecca Chambers. 23 luglio 1998, il treno Ecliptic Express è stato attaccato da un gruppo di sanguisughe mutanti, prodotte dagli esperimenti dell'Umbrella condotti da James Marcus. Per indagare gli strani avvenimenti che occorrono nella foresta, vicino alle Acklay Mountains di Raccoon City, viene inviata la squadra Bravo dell'unità S.T.A.R.S. Dopo la caduta del loro elicottero, la squadra si divide e la giovane Rebecca Chambers, affiliata alla squadra a soli 18 anni grazie alla sua esperienza in chimica ed in medicina si avventura da sola nell'esplorazione del treno.
All'interno del treno Rebecca viene attaccata da uno dei passeggeri, trasformato in uno zombi; a salvarla è un misterioso ragazzo che Rebecca riconosce come Billy Coen, un ex luogotenente dei Marines, ora fuggitivo, in quanto condannato a morte. I due sono presto costretti a combattere assieme contro gli zombi e le sanguisughe facendosi strada sui vagoni del treno in marcia. Dopo aver sconfitto un gigantesco scorpione mutante chiamato Stinger i due causano il deragliamento del treno ritrovandosi in una struttura dell'Umbrella.
Sopravvissuta al deragliamento, Rebecca viene contattata dal suo amico Richard Aiken che le comunica che la squadra Bravo si sta dirigendo verso una villa lì vicino. Promettendo di raggiungerli al più presto Rebecca, insieme a Billy, inizia ad esplorare la struttura: essa è un centro di addestramento un tempo gestito dall'ormai morto James Marcus e l'Ecliptic Express doveva portarvi i nuovi scienziati della Umbrella. Al suo interno i due scoprono non solo numerosi zombi, ma anche le armi biologiche (B.O.W.) create della compagnia, come pipistrelli e scimmie mutanti; una di queste quasi fa cadere Rebecca da una balconata ma a salvarla sarà nuovamente Billy. Rebecca chiede quindi al suo improbabile alleato se davvero ha ucciso 23 persone ma lui le confessa che è stato incastrato e accusato di aver massacrato gli abitanti di un villaggio, che lui stesso si era rifiutato di attaccare, ignorando gli ordini. I due procedono quindi sul tetto della struttura, dove sconfiggono un enorme pipistrello, per poi procedere tramite un montacarichi verso i sotterranei.
Raggiunta la profondità Billy e Rebecca vengono attaccati da un primo modello di Tyrant, una B.O.W. avanzata e apparentemente invulnerabile. Messa fuori gioco la creatura, i due procedono fino a trovarsi faccia a faccia con Marcus. Lo scienziato spiega che, anche se Spencer aveva ordinato la sua uccisione, si era salvato con l'aiuto delle sue sanguisughe, che gli si sono appiccicate al corpo. Pronto ad avere la sua vendetta sulla Umbrella, Marcus si trasforma nella Sanguisuga Regina e attacca Billy e Rebecca e, dopo essere stato apparentemente sconfitto, li insegue in superficie lungo il montacarichi. Dopo un lungo scontro, i due sconfiggono Marcus e abbandonano la base, ormai prossima all'autodistruzione.
È ormai l'alba e dopo aver scampato il pericolo, i due sono ora pronti a separarsi: Rebecca deve raggiungere i suoi compagni alla villa ma promette a Billy di dichiararlo morto, permettendogli di fuggire libero. L'episodio si conclude con il drammatico saluto militare tra i due.

#### Inizi
In questo sottocapitolo il protagonista è Albert Wesker. Egli spiega che gli esperimenti di Marcus sulle sanguisughe, nonostante i loro risultati, non possono essere paragonati ai segreti che la Umbrella custodisce nei sotterranei della villa di Spencer; pertanto decide di rubare i dati sul virus T dalla villa, e di lasciare definitivamente la Umbrella che, a sua detta, è ormai giunta al suo tramonto.
Siamo nel mezzo della notte del 23 luglio. Il ricercatore della Umbrella William Birkin, sta studiando i movimenti di Rebecca e Billy nel centro di addestramento, ma viene interrotto da Wesker che gli comunica il suo piano di portare la sua squadra Alpha nella Villa e lasciare per sempre la compagnia. Nonostante le proteste dello scienziato che è ormai prossimo alla creazione del virus G, Wesker gli ordina di lasciare al più presto la base attivando l'autodistruzione. Wesker comincia quindi a risalire in superficie, ma mentre si trova sul montacarichi, viene attaccato dal Proto-Tyrant (il T-001) che Billy e Rebecca avevano precedentemente affrontato, sconfiggendolo senza troppi problemi.
Superati vari zombi e B.O.W. Wesker riesce a uscire dalla struttura ma sul relitto dell'Ecliptic Express si incontra con il Colonnello Sergei Vladimir, dirigente della Umbrella e suo superiore, nonché vice di Spencer. Sergei aveva incaricato Wesker di riattivare la base di addestramento, ed intende fargli pagare il suo fallimento. Wesker deve quindi affrontare la guardia del corpo di Sergei: un Tyrant dall'intelligenza avanzata e dalla forza sovrumana di nome Ivan. Nonostante la forza dell'avversario, Wesker riesce a metterlo fuori gioco per poi fuggire approfittando dell'esplosione generata da Birkin.
Mentre Vladimir ordina ad Ivan di prepararsi per l'Imminente avvio del progetto T.A.L.O.S. Wesker abbandona il luogo e si prepara a raggiungere la sua squadra e a condurla nella villa.

### La villa
Il secondo scenario del gioco, ispirato al primo Resident Evil nella versione rebirth del 2002. Albert Wesker racconta di come, la notte del 24 luglio 1998, ha deciso di condurre i suoi compagni della squadra Alpha ad esplorare la villa Spencer. La squadra non sa che in realtà la missione di recupero della squadra Bravo è solo un pretesto per permettergli di mettere le mani sui segreti della Umbrella. I protagonisti di questo scenario sono Chris Redfield e Jill Valentine ma, a differenza del gioco originale non si separano mai; viene quindi escluso il principale alleato di Jill ovvero Barry Burton.
Dopo essere stata attaccata da un gruppo di cani resi zombi la squadra Alpha viene rapidamente decimata e solo Chris, Jill e Wesker riescono ad entrare nella villa. Chris e Jill decidono quindi di esplorare la villa a partire dalla sala da pranzo dove trovano uno zombi intento a mangiare il cadavere di un membro della squadra Bravo, Kenneth J. Sullivan. Tornati nella hall i due scoprono che Wesker è scomparso e la Villa è interamente infestata da zombi e B.O.W varie. I due procedono quindi l'esplorazione dei corridoi e della terrazza dove scoprono che il loro commilitone Forest Speyer e diventato lui stesso uno zombi. Raggiunta la biblioteca, Chris e Jill uccidono un enorme serpente chiamato Yawn e scoprono due sopravvissuti della squadra Bravo: Rebecca Chambers e Richard Aiken, quest'ultimo gravemente ferito per un morso dello Yawn.
Chris e Jill procedono con l'esplorazione del cortile della villa e delle caverne sottostanti dove si trovano ad affrontare giganteschi ragni e mostri mutanti chiamati Hunter, dalla fattezze di rettili umanoidi, per poi passare alla cisterna dove sono conservati gli squali Neptune. Da qui i due si ritrovano nella casa del guardiano dove vengono attaccati dalla Pianta 42, un enorme rampicante mutante che secerne veleno ma riescono a sconfiggerlo nonostante la difficoltà.
L'esplorazione procede nella viscere della villa dove Chris e Jill scoprono un laboratorio segreto della Umbrella dove Wesker intende rubare i loro dati. Il capo della S.T.A.R.S. spiega che dopo aver lavorato come galoppino della Umbrella per diversi anni ha deciso di intraprendere la sua strada e attiva il nuovo e migliorato esemplare di Tyrant (il T-002), che però lo uccide trafiggendolo con i suoi artigli per poi attaccare Chris e Jill che lo mettono fuori gioco senza problemi. Chris, Jill e Rebecca raggiungono quindi l'eliporto ma vengono nuovamente attaccati dal Tyrant sconfiggendolo finalmente con un lanciarazzi procuratogli dal pilota Brad Vickers.
Mentre l'elicottero della decimata e ormai estinta S.T.A.R.S. si allontana all'alba del 25 luglio si chiudono gli eventi della villa che esplode in seguito dell'innesco della procedura di autodistruzione con all'interno tutte le ricerche della Umbrella. Wesker però è sopravvissuto ed è pronto a continuare il suo piano.

#### Incubo
Ambientato tra lo scenario precedente e quello attuale, questo primo sottocapitolo si concentra sulle azioni di Rebecca Chambers e Richard Aiken prima dell'arrivo della squadra Alpha.
I due iniziano ad esplorare la villa ritrovandosi a combattere contro mostri e zombi. Rebecca nota fuori dalla finestra Sergei e Ivan che si addentrano da soli nella foresta infestata, portando con sé una sacca con all'interno una B.O.W. (il T.A.L.O.S.).
Sulla terrazza inoltre i due vengono attaccati dallo Yawn che li insegue per la magione fino alla biblioteca dove dopo uno scontro tenta di azzannare Rebecca. Richard però si sacrifica per salvare l'amica e viene gravemente ferito e avvelenato dal rettile.
Rebecca quindi si impegna per prendersi cura del suo amico in attesa dell'arrivo dei soccorsi dalla squadra Alpha. I due verranno salvati da Chris e Jill ma Richard non riuscirà a sopravvivere all'avvelenamento.

#### Rinascita
Questo secondo sottocapitolo ha nuovamente come protagonista Albert Wesker che, come spiega, è sopravvissuto alla morte grazie a un antidoto iniettatogli precedentemente da Birkin, e deve ora trovare un modo di lasciare la villa prima dell'esplosione.
Wesker si risveglia nel laboratorio dopo che il Tyrant è stato sconfitto da Chris e Jill. Dopo aver gettato via i suoi simbolici occhiali da sole, Albert si prepara a recuperare i dati dal computer del laboratorio, solo per scoprire che Sergei gli ha già negato l'accesso al sistema, ora protetto da un nuovo software, la Regina Rossa. Wesker decide così di fuggire dalla villa mettendo alla prova i poteri che ha guadagnato dal Tyrant.
Durante la fuga Wesker ha un incontro con una vecchia cavia dei suoi esperimenti: Lisa Trevor. Dopo essere stata apparentemente sconfitta una prima volta, Lisa ritorna e insegue Albert per la villa fino a che lui non riesce a sconfiggerla definitivamente schiacciandola sotto il lampadario.
Mentre la villa esplode Wesker fugge attraverso la foresta, ormai pronto per portare avanti il suo piano e compiere la sua vendetta contro la Umbrella con i suoi nuovi poteri.

### C'era una volta una città
Questo scenario riassume brevemente gli eventi di Resident Evil 3: Nemesis dal 28 settembre al 1 ottobre 1998 e ha come protagonista Jill Valentine, in fuga da una Raccoon City infestata dagli zombi, a seguito di un contagio di virus T, accompagnata dal mercenario dell'Umbrella Carlos Oliveira. Le ambientazioni dello scenario sono tratte dalla serie Outbreak.
L'episodio comincia con Jill in fuga da un gruppo di zombi per le strade di Raccoon City. Dopo aver esaurito le munizioni delle sue pistole, Jill si ritrova ormai alla mercé dei non morti, ma viene tempestivamente salvata da Carlos Oliveira che le procura una nuova pistola e la invita a seguirlo per raggiungere un elicottero di salvataggio. 
I due iniziano quindi ad aggirarsi per le strade infestata di zombi, all'interno delle fognature fino all'autostrada superiore. Jill però ad un certo punto nota l'emblema dell'Umbrella sulla giacca di Carlos: egli spiega che è un membro della squadra di soccorso mandata alla ricerca di sopravvissuti, ma alla reazione furiosa di Jill che accusa l'Umbrella di aver causato il contagio, risponde solo di essere un mercenario e di non avete niente a che fare con l'Umbrella. La loro discussione è interrotta dall'attacco di una gigantesca larva: il Grave Digger.
Sconfitta la mostruosa creatura i due procedono per la città e dopo due giorni, sotto consiglio di Jill decidono di raggiungere la stazione di polizia di Raccoon passando dalla stazione della metropolitana. La stazione è infestata non solo di zombi ma anche di cani mutanti e pericolosi Hunters ma, dopo aver superato diversi pericoli, i due riescono a giungere sano e salvi alla polizia alle prime ore del 1º ottobre.
Carlos però viene contattato dal pilota dell'elicottero di salvataggio, il quale ha scoperto che, per ordine del governo degli Stati Uniti di America, Raccoon all'alba verrà completamente rasa al suolo con una testata nucleare.
I due vengono inoltre attaccati da un enorme Tyrant corazzato dalla faccia mostruosa e la voce gelida con la quale può pronunciare una sola parola: S.T.A.R.S. 
Si tratta infatti del Nemesis: una nuova e potente arma creata dell'Umbrella per mettere definitivamente a tacere i sopravvissuti agli eventi della villa, e ora sta inseguendo Jill. Lei però con l'aiuto di Carlos riesce a tenergli testa e a generare una potente esplosione. Ma Nemesis sopravvive e segue i due per tutta la centrale fino al tetto dove muta la sua forma. Alla fine però Jill e Carlos riescono a sconfiggerlo.
Mentre fuggono in elicottero Jill e Carlos notano il missile che si dirige sulla città. Raccoon City viene completamente cancellata dalla faccia della terra ma la vicenda del virus T non sono finite e l'Umbrella è ancora lontana dalla sua fine

#### La porta della morte
Questo sottocapitolo si svolge il 1º ottobre e ha come protagonista la spia Ada Wong. La donna dopo essere apparentemente morta per mano del Tyrant Mr. X e aver confessato il suo amore per Leon S. Kennedy durante gli eventi di Resident Evil 2, è riuscita a recuperare il virus G del dottor Birkin custodito dalla figlia di lui Sherry.
Nonostante le gravi ferite, Ada riesce a raggiungere un appartamento abbandonato, nel quale viene contattata, tramite un portatile, da Albert Wesker: egli inizialmente è deluso del fatto che la donna abbia trascurato il suo compito per aiutare Leon, ma quando scopre che Ada è riuscita a recuperare il virus G il suo umore cambia. Wesker rivela ad Ada dell'imminente attacco nucleare su Raccoon City e le rivela che l'unico modo per lasciare la città tramite un elicottero che sta trasportando un ufficiale dell'Umbrella. Con una pistola a rampino ottenuta da Wesker, Ada raggiunge l'autostrada e viene attaccata da uno dei Tyrant T-103, lo stesso modello del Mr. X.
Sconfitta la minaccia, Ada si aggancia al container trasportato dall'elicottero rifugiandosi sopra di esso. Sull'elicottero c'è Sergei il quale, nonostante i dubbi del suo ignoto superiore, è pronto a portare avanti il progetto T.A.L.O.S con i dati della Regina Rossa contenuti nel container. Nell'epilogo Ada confessa il suo proposito di smettere di fingere di lavorare per Wesker, proposito messo in atto in Resident Evil 4.

#### Il quarto sopravvissuto
Questo sottocapitolo è ambientato il 30 settembre e si presenta come un remake dell'omonimo minigioco di Resident Evil 2 e ha come protagonista un soldato speciale dell'Umbrella con il nome in codice di HUNK.
HUNK era membro della squadra addetta a rubare tutti i campioni di virus G di Birkin ma egli si è iniettato il virus e ha sfruttato la mutazione provocatagli per uccidere i mercenari. HUNK è riuscito però a sopravvivere e a portare con sé una fiala di virus G.
Superati i vari mostri che popolano i corridoi della polizia e le strade di Raccoon, HUNK giunge al punto di ritrovo dove lo attende l'elicottero che lo porterà in salvo. Egli dimostra di non curarsene per niente delle migliaia di persone che moriranno così come dei suoi compagni caduti; nemmeno i suoi superiori sono tanto sorpresi nel sapere che egli è, per l'ennesima volta, l'unico sopravvissuto.

### Umbrella: La fine
L'ultimo scenario è inedito e si svolge nel 2003, anni dopo gli eventi di Raccoon, in Russia, dove si trova l'ultima base dell'Umbrella. L'azienda era riuscita a farla franca anche dopo il contagio del virus T nella città ma, per far cessare definitivamente il traffico di B.O.W. è stata creata una squadra speciale guidata da Chris Redfield e Jill Valentine.
Chris e Jill sono stati inviati insieme alla loro squadra a distruggere la base dell'Umbrella. Mentre sono pronti a calarsi dagli elicotteri i due hanno una breve conversazione riguardo alla nuova arma dell'Umbrella: Jill spera che siano solo voci di corridoio ma Chris è pronto ad affrontare qualunque cosa.
I due cominciano quindi a esplorare la base che si mostra piena di zombi e B.O.W. lasciati a piede libero giunti all'interno della struttura, e superati gli innumerevoli meccanismi di sicurezza la coppia inizia a scendere nei piani inferiori dalla struttura e Jill è pronta ad abbandonare ogni speranza di sopravvivenza ma Chris si dimostra deciso a concludere l'incubo una volta per tutte.
Chris e Jill giungono quindi nell'arena dove vengono testate le B.O.W. e Sergei presenta a loro l'ultima potentissima arma della compagnia: il T.A.L.O.S. un possente Tyrant corazzato armato di lanciarazzi e dotato di un'avanzata intelligenza artificiale ottenuta dalla Regina Rossa. Esso sembra essere invincibile tanto che dopo essere stato apparentemente sconfitto una prima volta muta la sua forma e ritorna ancora più potente di prima, ma Chris e Jill riescono ad annientarlo.
La chiusura della base segna la fine definitiva dell'Umbrella; Chris è sollevato di essere finalmente riuscito a portare a termine il suo scopo ma lui, così come Jill, sa benissimo che questo non può significare la fine di ogni loro guaio ed è pronto a continuare come membro della B.S.A.A. 
Nell'epilogo i soldati dell'esercito iniziano a ispezionare la struttura e a sgomberarla ma scoprono che i dati del computer principale dell'Umbrella sono stati rubati.

#### L'infausta eredità
Quest'ultimo sottocapitolo ha nuovamente come protagonista Albert Wesker, ancora intenzionato a rubare i dati dell'Umbrella e avere la sua vendetta contro Sergei Vladimir.
Dopo essersi intrufolato nella struttura attraverso il sistema fognario Wesker raggiunge il cuore della base con un treno e inizia a farsi strada tra gli zombi fino a trovarsi faccia a faccia con Sergei che per ucciderlo gli sguinzaglia contro i gemelli Ivan. Lo scontro mette a dura prova Wesker che riesce a sconfiggere i gemelli solo grazie ai suoi poteri.
Wesker procede così fino all'ufficio di Sergei e mentre Jill e Chris affrontano il T.A.L.O.S. Wesker si scontra con il colonnello che per l'occasione si trasforma in un mostro: Vladimir è infatti uno dei pochi esseri umani compatibili con il virus T e pertanto in grado di evolversi in un Tyrant (infatti gli Ivan, il Nemesis e i T-103 mandati a Raccoon erano tutti stati realizzati a partire da suoi cloni). Tuttavia ciò non basta a sconfiggere Wesker che terminata la sua missione recupera i dati dell'Umbrella e spegne con grande piacere il software della Regina Rossa.
Mentre la base viene smantella, Wesker se ne va con i dati dell'Umbrella e nella scena dopo i titoli di coda li inserisce nel suo computer pronto a usarli per il suo piano di conquista del mondo.

## I personaggi
I personaggi giocabili saranno quelli di sempre per le missioni principali (Jill, Chris, Rebecca, Billy e Carlos) con l'aggiunta di Ada, HUNK e, per la prima volta, di Wesker per i sottocapitoli.
- Jill Valentine: giovane e preparata grazie all'addestramento ricevuto nelle forze militari americane, è un'esperta di bombe e un'ottima scassinatrice, retaggio forse di un passato non proprio edificante. È un membro della squadra speciale della polizia di Raccoon City, la S.T.A.R.S., arruolata nella squadra Alpha assieme al fior fiore degli agenti del dipartimento di polizia di Raccoon, tra cui Wesker, Burton e Redfield. Suo malgrado, Jill si trova ad affrontare prima una magione brulicante di non morti, cani zombi, Hunter e mostri vari, poi, due mesi più tardi, addirittura una città di centomila abitanti infetti dal virus T minacciata, come se non bastasse, da un missile nucleare. Grazie alla sua abilità e ad un pizzico di fortuna la giovane ragazza riesce sempre a sopravvivere agli orrori che deve affrontare. Dopo la fuga da Raccoon City raggiunge i compagni della S.T.A.R.S. sopravvissuti e si arruola con Chris in una formazione il cui compito è eliminare per sempre l'Umbrella.
- Chris Redfield: membro della squadra Alpha della S.T.A.R.S., è un personaggio molto forte fisicamente e dotato di un grande senso della giustizia. Si ritrova con Jill, Barry e Rebecca ad affrontare la magione degli Spencer infestata, poi scappa in Europa prima degli eventi di Raccoon City per colpire l'Umbrella direttamente al quartier generale. Per salvare la sorella Claire finisce anche in Antartide dove fa un aspettato e poco felice incontro con l'ex capitano Wesker. Si arruola con Jill in una formazione il cui compito è eliminare per sempre l'Umbrella.
- Rebecca Chambers: è una recluta della squadra Bravo della S.T.A.R.S. alla prima missione durante gli eventi di Resident Evil 0 e Rebirth. Molto intelligente, è abile nel maneggiare sostanze chimiche ed il medico della S.T.A.R.S. Dopo l'incidente all'elicottero della sua squadra, Rebecca incontra un tenente dell'esercito americano condannato a morte con il quale dividerà l'avventura attraverso stanze e corridoi della villa d'addestramento dell'Umbrella alla ricerca di aiuto. Eliminati i numerosi zombi e il Tyrant della prima villa e abbandonato Billy al suo destino, Rebecca si riunisce con parte della S.T.A.R.S. nella magione degli Spencer dove proseguirà la sua nottata d'orrore.
- Ada Wong: durante l'epidemia di Raccoon City è una spia che viene mandata a raccogliere un campione del virus G direttamente da William Birkin. Durante le ricerche si imbatte in Leon a causa del quale rischia seriamente di perdere la vita. Nonostante le ferite riportate riesce a fuggire dalla città e a tornare da Wesker con il frutto del suo lavoro, un campione del virus G. Nel 2004, sempre sotto il comando di Wesker, ha il compito di recuperare un campione di Plagas in un villaggio situato in una zona sconosciuta della Spagna, ma in questa occasione Ada tradirà Wesker con un'organizzazione avversaria.
- Billy Coen: soldato condannato a morte per 23 omicidi, coglie al volo l'occasione offerta dalla diffusione del virus nei Monti Arklay per sfuggire all'esecuzione ritrovandosi, però, invischiato, assieme alla giovane Rebecca, in eventi che mai si sarebbe aspettato di affrontare. Scoperta la sua innocenza, viene lasciato libero di scappare da Rebecca.
- Albert Wesker: ex ricercatore, capitano della S.T.A.R.S. durante gli eventi di Rebirth, al servizio di una fantomatica organizzazione durante Resident Evil: Code Veronica. È un personaggio enigmatico, assetato di potere al punto tale da sacrificare la vita dei suoi uomini al solo scopo di ottenere dati di combattimento delle B.O.W. sviluppate dall'Umbrella. Muore il 24 luglio 1998 per mano del Tyrant da lui stesso risvegliato ma, grazie ad un virus consegnatoli dal collega Birkin, è ritornato in vita come "una fenice che ritorna dalle fiamme" giusto in tempo per abbandonare la magione degli Spencer prima dell'autodistruzione. Oltre ad aver dato a Wesker una nuova vita, il virus ha donato all'ex capitano della S.T.A.R.S. una forza sovraumana e due occhi rossi e felini. Durante la fuga dalla magione, incontra la quasi immortale Lisa Trevor e si vede costretto a combattere contro di essa.
- Carlos Oliveira: mercenario dell'Umbrella, mandato con la squadra ad eliminare i non morti che infestano la città di Raccoon City. Fallita la missione decide di scappare dalla città con Jill dopo averla vista combattere contro Nemesis ed averla salvata in diverse occasioni.

## Modalità di gioco
In Resident Evil: The Umbrella Chronicles è possibile utilizzare uno o due personaggi contemporaneamente nelle missioni principali, mentre si potrà giocare solo in singolo per le missioni secondarie. Una volta completato il gioco in tutte le sue missioni sarà possibile giocare in cooperativo anche nelle missioni secondarie.
Di seguito sono riportati tutti gli scenari e i personaggi che impersoneremo di volta in volta:
| Data              | Scenario                  | Gioco originale          | Protagonista                    |
| ----------------- | ------------------------- | ------------------------ | ------------------------------- |
| 23 luglio 1998    | Il deragliamento          | Resident Evil 0          | Rebecca Chambers, Billy Coen    |
| 23 luglio 1998    | Inizi                     | Resident Evil 0          | Albert Wesker                   |
| 24 luglio 1998    | La villa                  | Resident Evil            | Jill Valentine, Chris Redfield  |
| 24 luglio 1998    | Incubo                    | Resident Evil            | Rebecca Chambers                |
| 24 luglio 1998    | Rinascita                 | Resident Evil            | Albert Wesker                   |
| 28 settembre 1998 | C'era una volta una città | Resident Evil 3: Nemesis | Jill Valentine, Carlos Oliveira |
| 28 settembre 1998 | Il 4° sopravvissuto       | Resident Evil 2          | HUNK                            |
| 28 settembre 1998 | Le porte della morte      | Resident Evil 2          | Ada Wong                        |
| 18 febbraio 2003  | Umbrella: Fine            | Nuovo Scenario           | Jill Valentine, Chris Redfield  |
| 18 febbraio 2003  | L'infausta eredità        | Nuovo Scenario           | Albert Wesker                   |

Nel caso si giochi in modalità cooperativa si avranno due mirini ed un'unica barra di energia condivisa. Affinché i punteggi risultino positivi è necessario che entrambi i giocatori eseguano bene il loro compito.

## Versione alternativa

### Edizione rimasterizzata
Il gioco è stato annunciato ufficialmente il 31 ottobre del 2011 solo per il Giappone è uscito in formato Blu-ray Disc insieme a Resident Evil: The Darkside Chronicles per PlayStation 3. La collection prende il nome di Resident Evil Chronicles HD Collection. In Occidente è stato messa in commercio solo su PlayStation Network a giugno del 2012. La versione del gioco è rimasterizzata in HD, e presenta una grafica migliorata, supporta il PlayStation Move e sono stati aggiunti i trofei e per utilizzare meglio il Sixaxis è stata aggiunta la modalità Auto Aim.

## Accoglienza
La rivista Play Generation diede alla versione per PlayStation 3 un punteggio di 73/100, apprezzando il fatto di poter rivivere alcuni momenti della saga leggendaria in una struttura semplice e divertente e come contro il comparto tecnico non impeccabile e con l'assenza del Move perdeva molto della sua attrattiva, finendo per trovarlo uno sparatutto su rotaia che riproponeva gli elementi tipici del genere inserendoli nell'universo di Resident Evil.